# Pont Cassé
Pont Cassé – wieś w środkowej Dominice, w parafii św. Pawła.